# Trzcianka (Chorzele)
Trzcianka (deutsch Rohrdorf, bis 1877 Trzianken) ist ein untergegangener Ort in der polnischen Woiwodschaft Masowien im Gebiet der Gmina Chorzele im Powiat Przasnyski.

## Geographische Lage
Die Ortsstelle Trzciankas liegt 150 Meter südlich des Omulef-Flusses (polnisch Omulew) im äußersten Norden der Woiwodschaft Masowien, 24 Kilometer südlich der Stadt Szczytno (deutsch Ortelsburg).

## Geschichte
Die Gründungsurkunde für die damals Trzcianken genannte Siedlung wurde am 1. November 1740 ausgestellt, obwohl die Vermessung ihres Geländes bereits 1723 erfolgte. Von Anfang an litt die wirtschaftliche Entwicklung des Dorfes unter den alljährlichen Überschwemmungen des Omulef, dessen Regulierung sich jedoch noch bis 1934 hinzog.
Im Jahre 1874 wurde Trzianken in den neu errichteten Amtsbezirk Groß Piwnitz (polnisch Piwnice Wielkie, ab 1938 „Amtsbezirk Großalbrechtsdorf“) im ostpreußischen Kreis Ortelsburg eingegliedert.
Am 19. September 1877 nannte man Trzianken in „Rohrdorf“ um. Ein Sinnzusammenhang zwischen beiden Bezeichnungen ist nicht erkennbar.
Die Zahl der Einwohner belief sich in Rohrdorf im Jahre 1910 auf 116. Sie stieg bis 1933 auf 225 und betrug 1939 noch 211.
In Rohrdorf gab es eine Zollstation, denn die deutsch-polnische Staatsgrenze verlief nur zwei Kilometer vom Ort entfernt. Für die Zollbeamten und deren Familien wurden 1930/37 zwei Zollhäuser gebaut.
Mit dem gesamten südlichen Ostpreußen wurde Rohrdorf 1945 in Kriegsfolge an Polen überstellt. Es erhielt die polnische Namensform „Trzcianka“. Das Dorf konnte sich jedoch nicht entwickeln und ist nach wenigen Jahren verwaist. Seine Ortsstelle liegt im Bereich der Stadt- und Landgemeinde Chorzele im Powiat Przasnyski, bis 1998 der Woiwodschaft Ostrołęka, seither der Woiwodschaft Masowien zugehörig.

## Rohrdorfer Eichen
Eine Besonderheit im Dorf waren die drei „Rohrdorfer Eichen“, die vor dem Ortseingang einhundert Meter rechts des Weges standen. Sie galten einmal als die stärksten Eichen Ostpreußens, von denen wohl auch die kleinste mit einem Stammumfang von 8,70 Metern nicht mehr existieren dürfte. Die Eichen erwarb der Kreis Ortelsburg von Frau Friederike von Blumenstein. Man erzählte sich, dass der Neidenburger Burggraf Georg von Blumenstein, 1569 Herr auf Adlig Wolka, unter einer der Eichen begraben worden sei.

## Kirche
Bis 1945 war Rohrdorf resp. Trzianken kirchlich nach Willenberg hin orientiert: zur evangelischen Kirche Willenberg in der Kirchenprovinz Ostpreußen der Kirche der Altpreußischen Union sowie zur dortigen römisch-katholischen Pfarrei im Bistum Ermland.

## Verkehr
Zur verwaisten Ortsstelle von Trzcianka führt nur noch ein für Ortskundige erkennbarer Weg von Wielbark (Willenberg) und Sędrowo (Sendorwen, 1938 bis 1945 Treudorf) aus.